# Канаки
Канаки (фр. kanak, застаріле: canaque) — корінне меланезійське населення Нової Каледонії. Вони є найбільшою громадою країни, хоча й становлять менше половини її населення (41,2 % за даними перепису 2019 року). 341 канацьке плем'я розселене в усіх трьох її провінціях. Вони розмовляють 28 різними мовами.
Сучасні канаки поділені на велику кількість відокремлених груп. Така ситуація була успадкована з доколоніальної доби. За відсутності центральної влади кожен клан або група кланів сформували власні культурні особливості й розмовляли власною мовою; не існувало й загальної назви корінних мешканців Нової Каледонії. Поступово йде процес консолідації цих груп. Канаки ведуть боротьбу за надання Новій Каледонії незалежності. Багато їх продовжує розмовляти власними мовами та дотримуватися своїх споконвічних звичаїв.

## Назва
До 1990-х для позначення корінного населення Нової Каледонії офіційно використовувався термін «меланезійці» (фр. Melanesian). Зародження національно-визвольного руху в канацькому середовищі принесло з собою й появу етноніму «канак» як одного із символів національної ідентичності. Канацький лідер Жан-Марі Чибоу вперше представив його під час культурного фестивалю «Меланезія 2000», що проходив в Нумеа в 1975 році. 1983 року термін «канаки» був офіційно визнаний французькою державою, а Нумейська угода 1998 року формалізувала його використання.
Сама назва «канаки» не має витоків у меланезійських мовах, якими говорять в Новій Каледонії. Цей термін є гібридним, він з'явився в XIX ст. в басейні Тихого океану в результаті контактів полінезійських мов із англійською й походить від гавайського словосполучення «канака маолі». Полінезійське слово «канак» (Kanak) означає «людина». Воно увійшло до побудованого на англійській основі тихоокеанського піджину, канаками в регіоні стали називати тубільців. Це слово було запозичено французами, канаками (фр. Canaque) вони називали корінне населення Нової Каледонії, але в даному випадку термін набув образливої конотації.
У другій половині XX ст. канацькі лідери надали терміну «канак» нове наповнення. Його пов'язали з канацьким міфічним героєм Канаке (фр. Kanaké). Характерною була відмова від французького написання (Canaque) на користь англійського (Kanak). Така радикальна зміна вказувала на бажання корінних жителів Нової Каледонії дистанціюватися від Франції та встановити тісні зв'язки з іншими країнами Меланезії (Папуа Нова Гвінея, Соломонові Острови, Вануату, Фіджі), населення яких користується англійською мовою, а також з Австралією та Новою Зеландією, які підтримували боротьбу канаків за незалежність. Прибічники незалежності Нової Каледонії зробили термін «канаки» символом боротьби за визнання оригінальної канацької культури та самобутності народу. Важливо, що цей термін став застосовуватись для позначення не лише канацького етносу, а й Нової Каледонії як країни канаків (фр. Kanaky).
1985 року уряд увів нове написання Kanak замість французького Canaque. Матіньонська угода 1988 році офіційно закріпила таку орфографію. Це слово незмінюване, чоловічого роду, використовується без артикля.

## Чисельність і розселення
Динаміка чисельності канаків та їхня частка в населенні Нової Каледонії за даними переписів населення 1969—2019 рр.:
|                     | 1969    | 1976    | 1983    | 1989    | 1996    | 2009    | 2014    | 2019    |
| ------------------- | ------- | ------- | ------- | ------- | ------- | ------- | ------- | ------- |
| Все населення, осіб | 100 579 | 133 233 | 145 368 | 164 173 | 196 836 | 245 580 | 268 767 | 271 407 |
| Канаки, осіб        | 46 200  | 55 598  | 61 870  | 73 598  | 86 788  | 99 078  | 104 958 | 111 856 |
| Частка канаків      | 45,9 %  | 41,7 %  | 42,6 %  | 44,8 %  | 44,1 %  | 40,3 %  | 39,1 %  | 41,2 %  |

Канаки живуть у всіх трьох провінціях Нової Каледонії, але існують суттєві регіональні відмінності в етнічному складі населення країни. За даними перепису 2019 року канаки становили 94,6 % населення провінції Острови Луайоте, 72,2 % населення Північної провінції (55,5 % на західному узбережжі й 87,0 % на східному узбережжі), 28,8 % населення Південної провінції (26,4 % у Великому Нумеа, 50,0 % в сільських районах).
Динаміка чисельності канаків та їхня частка в населенні провінцій Нової Каледонії за даними переписів населення 1989—2019 рр.:
|                           | 1989                      | 1996                      | 2009                      | 2014                      | 2019                      |
| Провінція Острови Луайоте | Провінція Острови Луайоте | Провінція Острови Луайоте | Провінція Острови Луайоте | Провінція Острови Луайоте | Провінція Острови Луайоте |
| ------------------------- | ------------------------- | ------------------------- | ------------------------- | ------------------------- | ------------------------- |
| Все населення, осіб       | 17 912                    | 20 877                    | 17 436                    | 18 297                    | 18 353                    |
| Канаки, осіб              | 17 576                    | 20 267                    | 16 847                    | 17 191                    | 17 367                    |
| Частка канаків            | 98,1 %                    | 97,1 %                    | 96,6 %                    | 94,0 %                    | 94,6 %                    |
| Північна провінція        |                           |                           |                           |                           |                           |
| Все населення, осіб       | 34 526                    | 41 413                    | 45 137                    | 50 487                    | 49 910                    |
| Канаки, осіб              | 27 178                    | 32 246                    | 33 312                    | 35 578                    | 36 013                    |
| Частка канаків            | 78,7 %                    | 77,9 %                    | 73,8 %                    | 70,5 %                    | 72,2 %                    |
| Південна провінція        |                           |                           |                           |                           |                           |
| Все населення, осіб       | 111 735                   | 134 546                   | 183 007                   | 199 983                   | 203 144                   |
| Канаки, осіб              | 28 844                    | 34 275                    | 48 919                    | 52 189                    | 58 476                    |
| Частка канаків            | 25,8 %                    | 25,5 %                    | 26,7 %                    | 26,1 %                    | 28,8 %                    |

В Південній провінції, особливо в густонаселеному урбанізованому районі Великого Нумеа, переважає європейська громада. Натомість канаки становлять від 70 % до 99 % населення в комунах на східному узбережжі Гранд-Терр (як у Північній, так і в Південній провінції), а також на островах Луайоте, Пен і Белеп.

## Мови
Нова Каледонія відзначається значним мовним розмаїттям. До наших днів збереглося понад 30 різних канацьких мов і діалектів, які належать до центрально-східної гілки океанійських мов, що є частиною австронезійської мовної сім'ї.

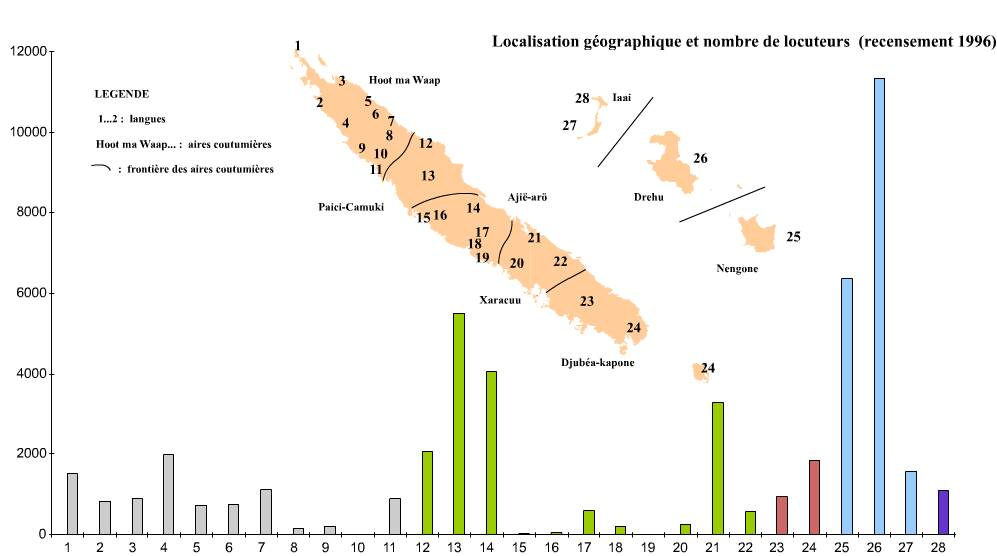
Райони поширення канацьких мов на мапі звичаєвих областей Нової Каледонії. На діаграмі графічно позначена кількість їхніх носіїв.

Кількість інвентаризованих мов Нової Каледонії різниться залежно від думки конкретного автора, існують розбіжності в ідентифікації окремих мов та їхніх діалектів. Офіційно визнано 28 мов, що використовуються в канацькій громаді, точніше 27 мов і група із 7 діалектів області Во-Коне (фр. Voh-Koné). Проєкт Ethnologue виділяє 33 мови корінного населення Нової Каледонії.
Майже всі вони меланезійські, їх поділяють на дві основні групи: мови Нової Каледонії та мови островів Луайоте. Окремо стоїть лише полінезійська мова західна увеа (Fagauvea, 28 на мапі) на острові Увеа (острови Луайоте). Меланезійські мови поділяють на такі групи:
- Луайотські мови:
  - яйська мова (яї, Iaai, 27 на мапі);
  - дрегуйська мова (дрегу, дегу, ліфу, Drehu, 26 на мапі);
  - ненгонська мова (ненгоне, маре, Nengone, 25 на мапі).
- Новокаледонські мови:
  - мови крайньої півночі (фр. Extrême Nord): ньєлайська мова (ньєлаю, ялаю, Nyelâyu, Yalâyu, 1 на мапі), кумацька мова (кумак, нелемва-ніксумвак, Nêlêmwa-Nixumwak, Kumak, 2 на мапі), чаацька мова (чаач, Caac, 3 на мапі), юанзька мова (юанга, нюа, Yuanga, Yûâga, Zuanga, Nyua, 4 на мапі);
  - мови півночі (фр. Nord): дьяойська мова (дьяо, джао, Jawe, Diahoue, 5 на мапі), немійська мова (немі, Nemi, 6 на мапі), поайська мова (поай, фоай, єнген, Fwâi, Poai, Yengen, 7 на мапі), піжейська мова (піже, піндже, Pije, Pindje, 8 на мапі), поапоанська мова (поапоа, Pwapwâ, Poapoa, 9 на мапі), поамейська мова (поамей, Pwaamei, Poamei, 10 на мапі) та діалекти Во-Коне (11 на мапі): боату (Bwatoo), аеке (гаеке, Haeke) авеке (гавеке, Haveke), моавеке (гмовеке, Hmwaveke, Moaveke), вамоанг (Waamwang, Wamoang), вамальська мова (вамале, памале, Vamale, Pamale);
  - мови центру (фр. Centre): чемуйська мова (чемуї, чемукі, Cèmuhî, 12 на мапі), пайчийська мова (пайчи, Paicî, 13 на мапі);
  - мови півдня (фр. Sud): ажианська мова (ажие, вайлу, Ajië, Wailu, 14 на мапі), аргоська мова (арго, Arhö, 15 на мапі), арганська мова (арга, Arhâ, 16 на мапі), оровська мова (орове, орое, Ôrôé, Orowe, 17 на мапі), нецька мова (неку, Nèku, 18 на мапі), зірська мова (зіре, сіше, Sîshëë, Zîchë, 19 на мапі), тірійська мова (тірі, меа, Tîrî, Méa, з діалектами амеа, Haméa та авеа, Havèâ, 20 на мапі), харачувська мова (харачуу, канала, Xârâcùù, Canala, 21 на мапі), хараґурська мова (хараґуре, Xârâgurè, 22 на мапі);
  - мови крайнього півдня (фр. Extrême Sud): друбейська мова (друбеа, ндумбеа, паїта, Drubea, 23 на мапі), нумейська мова (з діалектами нумее (капуме) на півдні Гранд-Терр та квеньї на острові Пен, Numèè, Kapumë, Kwényï, 24 на мапі).

Новокаледонські мови поділяються на 2 підгрупи: північні (мови півночі, крайньої півночі та центру) й південні (мови півдня та крайнього півдня). Межа між ними приблизно навпіл поділяє острів Нова Каледонія. На кожному з трьох головних островів Луайоте поширена своя меланезійська мова: яї на острові Увеа (Яї), дрегу на острові Ліфу та ненгоне на острові Маре. Острів Увеа поділений на 2 лінгвістичні райони: мова яї використовується в його центральних та північно-східних районах, а західна увеа — на півночі та на півдні, для двох районів характерна двомовність. Існують мовні бар'єри, але вони зазвичай спостерігаються між жителями областей, достатньо віддалених одна від одної. В зоні контактів, навпаки, існує значна кількість запозичень із сусідніх мов, а окремі групи населення переходять на мову сусідів.
Канацькі мови залишаються живими, попри християнізацію, колонізацію, освіту французькою й недавнє зменшення передачі мови наступному поколінню. Станом на 2014 рік канацькими мовами в Новій Каледонії розмовляли 68 345 осіб у віці старше 14 років. За даними перепису населення 2019 року, 81 % канаків говорили принаймні однією канацькою мовою, а 93 % розмовляли або розуміли принаймні одну канацьку мову. Ці показники залишалися стабільними протягом десяти років. Найпоширенішими канацькими мовами, за даними 2014 року, є дрегу — 15 949 носіїв у віці понад 14 років, ненгоне — 8940 носіїв, пайчи — 6866 носіїв, харачуу — 5287 носіїв та ажие — 5019 носіїв. Найменше носіїв мають мови піже (160 осіб), арга (135 осіб), неку (86 осіб), поапоа (79 осіб) та сіше (20 осіб). 18 канацьких мов ЮНЕСКО визнала такими, що перебувають у небезпеці, з них 5 вже майже зникли.
У Новій Каледонії існує звичаєвий адміністративний поділ, який поширюється на корінне населення, що живе за звичаєвим цивільним статусом. Цей поділ був зроблений на мовній основі. Звичаєва область Готмавап (фр. Hoot ma Waap) об'єднує племена, що говорять мовами півночі та крайньої півночі, область Пайчи-Чемуї (фр. Paicî-Cèmuhî) — північно-центральними мовами, області Ажие-Арго (фр. Ajië-Arhö) та Харачуу (фр. Xârâcùù) — мовами півдня, область Друбеа-Капуме (фр. Drubea-Kapumë) — мовами крайнього півдня. На островах Луайоте розташовані 3 звичаєві області: Яї-Фагаувеа (фр. Iaai-Fagauvea) на острові Увеа, Дрегу (фр. Drehu) на острові Ліфу та Ненгоне (фр. Nengone) на острові Маре.
Рівень розвитку та дослідженості різних канацьких мов також є нерівномірним. Ще в середині XIX ст. християнські місіонери розробили писемність для мов дрегу та ажие й використовували її для перекладу Біблії. Деякі релігійні документи були також опубліковані на початку XX ст. мовами яї та західна увеа. Зараз існує писемність для мов чемуї, пайчи, ажие, харачуу, друбеа, квеньї, нумее, ненгоне, дрегу, яї, західна увеа. Всі вони на основі латинської абетки. В той же час більшість канацьких мов продовжує існувати лише в усній формі.
Сьогодні канацька мовна спадщина перебуває під патронатом Академії канацьких мов (фр. l'Académie des Langues Kanak, ALK), державної установи, заснованої 2007 року у відповідності з Нумейською угодою 1998 р. Її місія полягає в захисті та розвитку мов корінного населення. Співробітники Академії розробляють транскрипцію для канацьких мов та діалектів, створюють для них стандартизовані алфавіти, встановлюючи графічні відповідності між фонемами (звуками) та графемами (знаками), досліджують лексичні одиниці, синтаксичні закономірності тощо. Для поширення писемності рідними мовами організуються курси грамотності, передачі на радіо, видаються друковані матеріали, використовуються можливості вебсайту Академії. Здійснюється також запис усної традиції. Академія складається з восьми регіональних відділень (фр. Antennes), розташованих у кожній із звичаєвих областей Нової Каледонії. Кожне відділення проводить роботу зі стандартизації написання, поширення писемності та просування мов і діалектів, поширених на території відповідної області. Співробітники відділень мають бути носіями однієї з місцевих мов або діалектів.
Нумейською угодою канацькі мови були визнані «мовами навчання та культури». Їх вивчають як факультативні предмети в дошкільних установах. Мови пайчи, дрегу, яї, ненгоне, пайчи, харачуу та юанга викладаються в різних державних та приватних коледжах і ліцеях. Всього в приватних і державних установах другого рівня 2005 року рідною мовою навчалося 3014 канаків, 2010 року — 2621, 2012 року — 2216. Чотири мови (дрегу, ненгоне, пайчи та пайчи) з 1992 року були включені до навчального плану закладів вищої освіти, з 1999 р. вони викладаються в університеті, спеціалісти з цих мов мають можливість отримати ступінь бакалавра.
Офіційною мовою Нової Каледонії є французька. Вона є мовою освіти, робочою мовою державних установ. Вона також використовується в спілкування між різними громадами, між канками й не-канаками, між канацькими племенами, що не мають географічних і мовних контактів між собою. Мовна ситуація серед корінного населення відзначається багатомовністю або щонайменше двомовністю (французька плюс місцева або дві місцеві мови). При цьому кожна мова має свою сферу використання. Місцевими мовами говорять у повсякденному житті і в звичаєвих інстанціях. Французька використовується у спілкуванні з представниками державних органів або з іноземцями.
У канацькому середовищі поширена місцева розмовна французька, а не стандартна французька мова. Її використання обмежується кількома типовими ситуаціями. Французькою тут володіють гірше, ніж можна було б очікувати. Хоча діти й навчаються в школі французькою, повертаючись до племені, в спілкуванні з членами своєї громади вони мало використовують її. «Канацька французька» адаптується до місцевого середовища, французькі слова вписуються в меланезійську мову, модифікуються під її норми та правила. Часто звичні для європейців поняття відсутні в мовах канаків і навпаки.
Для більшості учнів, що навчаються в школі французькою, а вдома розмовляють рідною мовою, виникають труднощі в оволодінні шкільною програмою. Їхні показники успішності є значно нижчими за середні для Нової Каледонії: 30 % проти 57,7 % у 1997 році. Йдуть пошуки шляхів для подолання такої ситуації. Крім суто технічних проблем, відсутності вчителів, що знають мови корінного населення, та адаптації шкільних програм до канацької мови, культури, історії тощо, існують також перешкоди психологічного плану. З одного боку, місцеві авторитети, що є адептами збереження старих традицій та звичаїв, певною мірою вважають, що писемність може посунути їхню роль і прерогативи в суспільстві, але ця перешкода не є непереборною. З іншого боку, дорослі канаки мають подвійне ставлення до знань, які їхні діти отримують у школі. Вони вважають їх непотрібними, адже після закінчення навчання молода людина повертається в рамки звичаєвого життя.

## Релігія
Абсолютна більшість населення Нової Каледонії — християни. Католики становлять близько 67 % населення, 21 % — протестанти. Християнства дотримується 90 % канаків, серед них є як католики, так і протестанти. Вже 1947 року меланезійські громади були майже порівну поділені між католиками та протестантами. Тоді серед них було 15 125 католиків, 15 208 протестантів і 363 особи без релігії.
Християнські місіонери прибули на острови в середині XIX ст. Перед канаками стояла дилема: вбити євангелістів чи прийняти їхню віру. В перший період колоніальної доби архіпелагом прокотилися епідемії туберкульозу, прокази, спорадично спалахувала дизентерія. Народжуваність сильно відставала від смертності. Корінні народи перебували в розпачі, спостерігаючи знелюднення рідної країни. Вожді змушені були пристати до християнства, встановивши тим союз з потужною військовою силою, яка ставила під загрозу їхнє існування. Вони визнали, що існував ще один Бог, сильніший за їхніх племінних богів.
До прийняття християнства канаки вирили у власних богів-творців, напівбогів, які ніколи не були людьми, різноманітних духів. Ці персонажі й досі зберігаються в усній традиції місцевих племен. Зі старими віруваннями пов'язано багато різних забобонів. Християнські місіонери вже в ранній період своєї діяльності асимілювали образи місцевих божеств з образом Христа. Багато канаків все ще вірить, що їхні вожді володіють магією й надприродними здібностями.

## Історія

### Ранній період
Предки канаків прибули до Нової Каледонії з однією з хвиль мігрантів з Південно-Східної Азії, що розмовляли австронезійськими мовами. За археологічними даними, вони з'явилися в південній Меланезії понад 3200 років тому. Острови Нової Каледонії стали для них останньою територією розселення в регіоні. Перші поселенці в Меланезії та західній Полінезії засвідчені залишками археологічної культури Лапіта. Це розбитий глиняний посуд та інша кераміка, що датуються періодом між 1100 і 1000 до Р. Х. Спочатку люди заселили приморські ділянки Гранд-Терр, але швидко просунулись річковими долинами у внутрішні райони. Протягом I тис. до Р. Х. відбувалося активне випалювання лісів на рівнинних територіях головного острова, ймовірно, пов'язане із сільськогосподарською діяльністю. Знищення лісів викликало вимивання родючих ґрунтів, щезла значна частина ендемічної фауни.
Через брак родючих ґрунтів на рівнині люди стали створювати й використовувати для вирощування таро терасні поля, розташовані на гірських схилах. Ця технологія подібна до терасного культивування рису в азійських країнах. Перші тераси виникли на південному заході Гранд-Терр близько 800 року після Р. Х. На момент прибуття європейців таких терас вже було сотні тисяч. На вузькому східному узбережжі для утримання ґрунту споруджували кам'яні греблі близько 1,5 м заввишки, 10 м завширшки й до 100 м завдовжки, на таких «полях» вирощували батат. На острові Увеа люди викопували в піску великі котловани для зберігання прісної води, що використовувалась для поливу ділянок з таро.

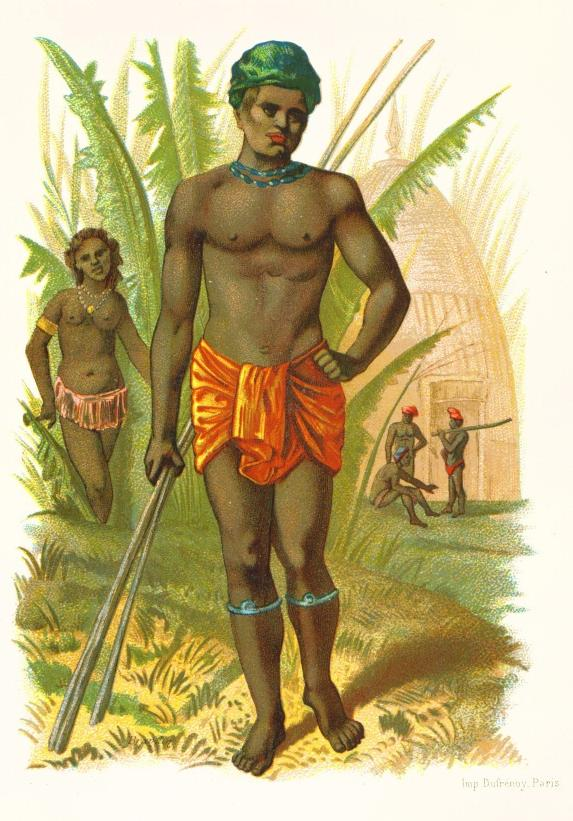
Канацький воїн, малюнок 1870 року

Свідчення існування власне цивілізації канаків підтверджуються періодом близько 1000 років тому. Канацькі клани жили тоді маленькими селами приблизно по 50 осіб. Археологічні дані свідчать про існування численних постійних поселень, що датуються другою половиною XIV ст. На той час вже був знайдений певний політичний баланс і мала місце стійкість розселення більшості груп у своїй географічній області. Місцеві племена мали мало контактів один з одним, і, таким чином, розвинулось багато мов. Більшість людей жила у внутрішніх районах.
Ще за кілька сотень років до появи європейців канаки мали зв'язки з населенням інших архіпелагів Меланезійської Дуги та Полінезії. За усною традицією, десь у XVI—XVIII ст. ряд сімей полінезійців з островів Волліс (полінезійська назва Увеа) поселилися на острові з меланезійською назвою Яї (фр. Iaai), що в архіпелазі Луайоте, й дали йому назву свого рідного острова Увеа (фр. Ouvéa).
Дуже мало лишилося інформації про історію канацьких племен доколоніальної доби, вона не збереглася навіть в усній традиції, адже багато кланів протягом колоніального періоду просто щезли. Мали місце конфлікти між різними племенами в різних районах Нової Каледонії. За усною історією, приблизно в 1750 році тривала війна в районі Понерігуан (фр. Ponérihouen) на східному узбережжі Гранд-Терр, в результаті якої клани наду (фр. Nädù) і ґороту (фр. Görötû) були вигнані зі своєї батьківщини й змушені були шукати собі нові землі. Вони прибули в район Коне (фр. Koné) на західному узбережжі й силою підкорили місцеві клани. Тубільці не чинили їм опору, посунулись або влилися до складу новоприбулих. На півдні острова Гранд-Терр довгий час ішло протиборство між двома великими вождівствами: морарі (фр. Morari, інші назви: Boulari, Nen'Garas) та камбва (фр. Kambwa, інші назви: Houassio, Manangoes). Морарі були місцевими жителями, а камбва — вихідцями з півночі. Завойовники камбва намагалися нав'язати свою владу корінним жителям.
Існування канацької цивілізації було відкрито Західному світові 1774 року, коли до Нової Каледонії прибула експедиція капітана Джеймса Кука. На той час на цих островах, за оцінками, жило понад 70 000 канаків. Більш-менш регулярними контакти корінних жителів з європейцями стали після 1820 року, тоді візитери складалися з рибалок і китобоїв. У 1840-х роках прийшли торговці сандаловим деревом та християнські місіонери. Європейці принесли на острови тесаки, скляні пляшки, чавунні горщики тощо, а ще хвороби, до яких місцеве населення не мало імунітету, та вогнепальну зброю, яка стала використовуватись у конфліктах між меланезійськими кланами. Як результат, середина XIX ст. була відзначена демографічним спадом серед корінного населення, його чисельність скоротилася до 27 000 осіб. Водночас розпочалася акультурація канаків, ці два явища викликали ослаблення й крах традиційного суспільства.
Британські місіонери з Лондонського місіонерського товариства 1840 року з'явилися на острові Пен, що на південь від острова Нова Каледонія, а згодом на островах Луайоте: 1841 року на Маре, 1842 року на Ліфу. На першому етапі своєї роботи вони використовували пресвітеріанських пастирів полінезійського походження, з 1854 року євангелізація стала справою британських місіонерів. Протестанти досягли помітних успіхів і навернули на християнство значну частину населення островів Луайоте. Епідемії туберкульозу, прокази, дизентерії буквально спустошували в ті часи острови. Канацькі вожді змушені були пристати до віри Христа, встановивши тим союз з потужною військовою силою, яка ставила під загрозу їхнє існування. Вони визнали також, що існував ще один бог, сильніший за їхніх богів.
1843 року на північ острова Нова Каледонія прибула група католицьких місіонерів з конгрегації Товариства Марії (фр. Société de Marie, брати-маристи). Початок виявився для них важким: канацька ворожість і британські протести змусили католицьку місію 1847 року залишити острови. Але вже 1851 року вони повернулися й, заручившись підтримкою місцевих вождів та виявляючи терпимість до канацьких «споконвічних традицій» (язичництво, багатоженство, канібалізм тощо), діяли більш успішно й почали навертати корінне населення на християнство. Антагонізм між кланами полегшував місіонерську роботу. 1866 року брати-маристи поширили свою діяльність і на острови Луайоте.
Серед європейського населення, що прибуло до Нової Каледонії протягом XVIII—XIX ст., сформувалися два погляди на корінне населення. Місіонери та адміністратори прагнули «спасти» «дикі» корінні народи шляхом цивілізаційної місії Франції. Для колоністів тубільці були особами, що чинять перешкоди для освоєння ними нових земель. При цьому обидві групи активно займалися відчуженням земель корінних жителів.

### Колоніальна доба
Рішучі зміни відбулися 1853 році, коли архіпелаг силою захопила Франція. 1855 року французький уряд проголосив себе власником всіх земель на Новій Каледонії, залишаючи за адміністрацією повний контроль над їхнім розподілом і переплануванням. 1866 року французьким володінням були оголошені острови Луайоте. Меланезійці Нової Каледонії стали «тубільцями», й надалі на них чекали експропріація споконвічних земель, створення резервацій та інші прояви колоніального панування.
З того часу, як французи ствердили свою присутність на островах, інформація про канаків міститься майже виключно в документах колоніальної адміністрації або місіонерському листуванні. Ці джерела переповнені ідеологією, що підкреслює перевагу білої цивілізації, створює позитивний імідж колонізації.
Із самого початку французької колонізації Нової Каледонії стали виникати земельні суперечки між канаками та поселенцями. Потреба в землі для створення в'язниці, а потім для вільної колонізації, посунула тубільців з їхніх споконвічних земель.
Були зруйновані канацькі соціально-політичні структури та традиційні поняття про власність на землю. Для канаків власниками земель виступали тільки їхні клани, а права на землю були невід'ємними й непорушними. Натомість французи сприймали меланезійське суспільство як таке, що функціює в умовах «первісного комунізму». Колоніальна адміністрація ввела поняття «племені» (фр. tribu), що означало народ, етнічну групу. За таким штучно створеним об'єднанням на правах колективної власності була закріплена певна територія, що також називалася «племенем». «Плем'я» в Новій Каледонії постало як окрема юридична особа з колективною відповідальністю за дії своїх членів. Вождь сприймався французами як єдиний представник такої недиференційованої групи. При цьому вожді стали структурною ланкою колоніального управління. Була створена посада «малого вождя» (фр. petit chef), як керівника угруповання кланів, а 1889 року «племена» були об'єднані в округи (фр. district) на чолі з «великим вождем» (фр. grand chef), який безпосередньо мав справу з французькою адміністрацією. В системі управління «великого вождя» діяли також «ради старійшин» (фр. conseil des anciens). Всі тубільні посадовці призначалися французьким губернатором, але великий вождь пропонував кандидатів на посаду малих вождів. Це посилювало його авторитет і владу.
Дії колоніальної адміністрації відзначалися жорстокістю. Встановлення контролю над територією здійснювалось із застосуванням військової сили, колоніальна армія вдавалась до масових страт, спалювання житла, знищення сільськогосподарської продукції, депортації населення. Канацькі громади, позбавлені власних земель, мусили шукати притулок в інших краях і вступали в конфлікт з місцевими племенами, а це, як ланцюгова реакція, породжувало нові конфлікти й міграції інших кланів. З метою дестабілізації влади спадкових вождів французи спеціально провокували конфлікти між кланами й заохочувати появу нових лідерів.

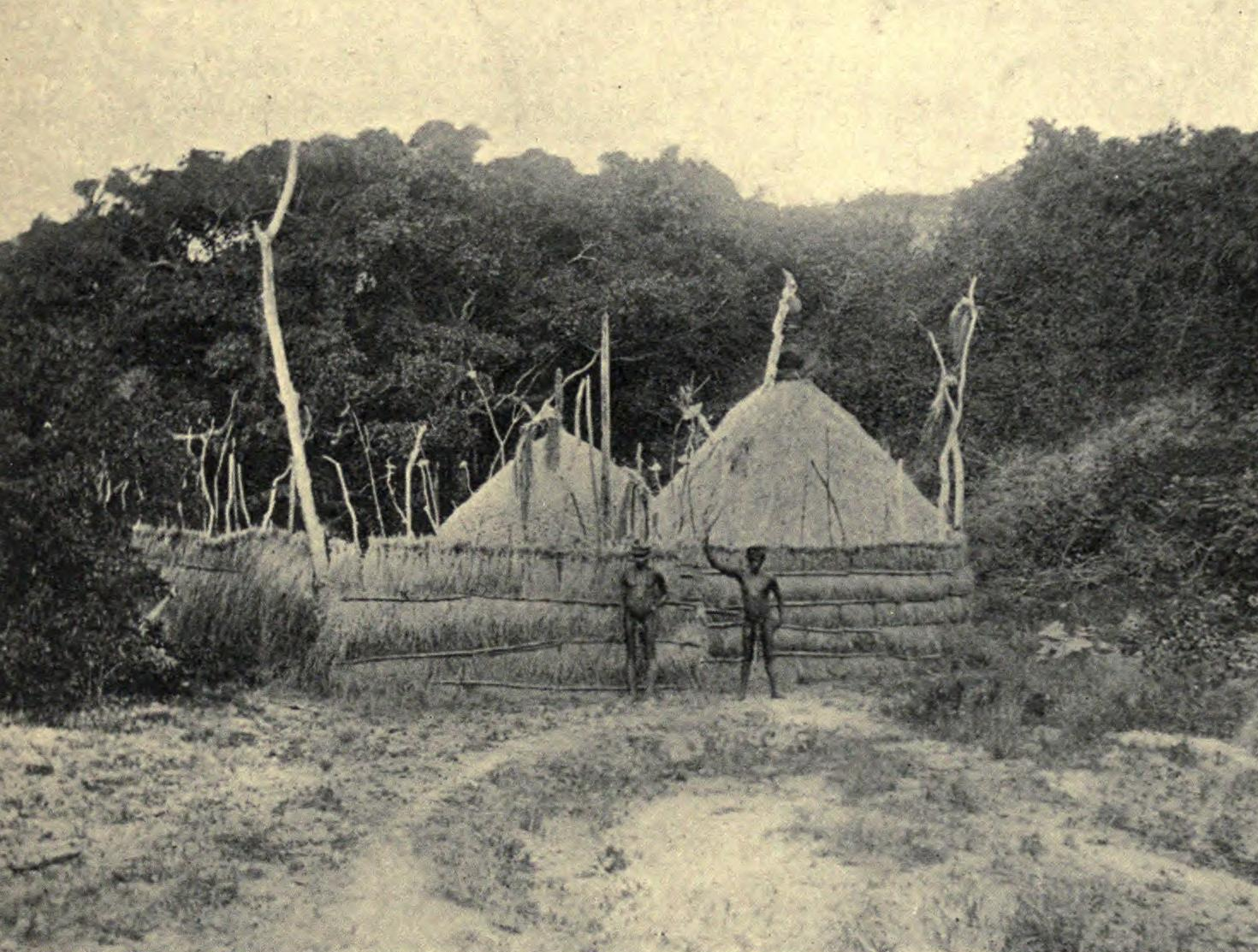
Канацьке село, світлина зроблена до 1906 року

Канаки переживали гуманітарну катастрофу протягом усього XIX ст. Колонії потрібні були землі, й корінних жителів виганяли з кращих земель у резервації, розташовані переважно на гірських схилах. Резервації були задумані як простір, вилучений з ринкової економіки, в якому канаки мали жити за своїми традиціями та звичаями. Корінні жителі розглядалися як занадто «примітивні» для того, вони могли вписатись у «цивілізоване суспільство». Вони визнавалися суб'єктами у Французькій колоніальній імперії, їм відмовлялося в політичних правах, які мали лише «громадяни» Імперії. Канаки мали перебувати під безпосереднім контролем місіонерів. Така сегрегація підсилювалась так званим Режимом громадянства (фр. Code de l’indigénat), який включав перелік обмежень, що вводились для корінного населення та покарань у разі їх порушення. Зокрема, канакам заборонялося без дозволу виходити за межі резервації, для корінного населення був встановлений подушний податок, застосовувалась безоплатна примусова праця.
Дії колоніальної адміністрації викликали невдоволення канаків, а це призводило до бунтів та повстань. Найбільшим із них стало повстання 1878 року, яке очолив великий вождь Атай (фр. Ataï) з області Ла-Фоа. Атая підтримала більшість вождів центральної частини Гранд-Терр. Французи вдалися до грубої військової сили для придушення повстання. Атай організував партизанську війну, яка коштувала життям 200 французів та 1200 канаків. Зрештою Атай був зраджений вождями племен-конкурентів і вбитий. Після придушення повстання французи посилили тиск на корінне населення. До кінця XIX ст. було завершене створення резервацій. Загалом на головному острові їх було 78, а острови Луайоте та Пен цілковито були оголошені резерваціями.
1917 року колоніальний уряд здійснював примусове вербування меланезійців до французької армії. Близько 1000 канаків загинуло на фронтах Першої світової війни. 1917 року корінні жителі на чолі з великим вождем Ноелем (фр. Noel) підняли нове повстання. Вони воліли воювати з французами на своїй землі, а не з німцями в Європі. Повстання не було таким масштабним, як 1878 року, боротьба тривала два місяці на півночі та північному заході Гранд-Терр, загинуло 11 європейців і 200 канаків. Так само, як і перше, воно було жорстко придушене колоніальною адміністрацією.
1932 року канаки-ветерани, що відбули десять років на військовій або цивільній службі, отримали можливість отримати французьке громадянство, за умови, що вони можуть читати й писати французькою.
1939 року, коли Франція оголосила війну Німеччині, канаків знову почали набирати до французької армії. Після окупації Франції 1940 року німецькими військами та приходу до влади в метрополії уряду Віші жителі Нової Каледонії вирішили приєднатися до «Вільної Франції». Генерал де Голль відновив Тихоокеанський батальйон, в якому об'єднав європейців і канаків, а також вихідців з інших островів Тихого океану. Батальйон відзначився у багатьох боях в Північній Африці, а згодом він брав участь у визволенні Франції.

### На шляху до незалежності
Протягом усього періоду війни Нова Каледонія практично не мала зв'язків з метрополією. Натомість вона стала важливою військовою базою союзників, у першу чергу армії США. Понад мільйон американських військовослужбовців протягом 1942-46 рр. пройшло через Нову Каледонію. Меланезійців використовували на будівництві військових об'єктів та як постачальників продовольства для армії. Населення резервацій забезпечувало солдатів американської армії фруктами й овочами, в обмін їм часто пропонували сигарети та різну їжу, часто досі невідому на архіпелазі. Все це зруйнувало замкненість внутрішнього світу корінного населення й пов'язало його з цивілізацією. Канаки тепер стали отримувати таку ж заробітну плату, що й білі. Вони побачили, що, крім французів, були й інші білі люди, народився американський міф. Ці події зміцнили усвідомлення канаками своєї ідентичності, надало сенсу їхній боротьбі за свої права.
Після Другої світової війни в структурі колоніального управління Новою Каледонією сталися радикальні зміни. Острови отримали статус заморської території (фр. Territoire d'outre-mer, ТОМ). Був скасований дискримінаційний режим громадянства для корінного населення, заборонена примусова праця. Більше не діяла заборона для канаків залишати свої резервації без дозволу поліції. Вони отримали можливість вільно пересуватися, у них з'явилася свобода вибору свого роботодавця й можливість жити там, де вони хотіли. Це відкрило початок добровільному переселенню канаків до міста Нумеа.
Канаки також отримали французьке громадянство та право голосу на виборах. Проте, повне загальне виборче право було встановлене лише 1957 року. При цьому канаки зберегли особливий стан звичаєвого права з можливістю відмови від нього заради переходу до загального цивільного стану.
1946 року Нова Каледонія була включена в список країн, які повинні були бути деколонізовані, проте під тиском Франції була викреслена з нього вже 1947 року.
Отримання французького громадянства означало також включення канаків до політичного життя, але оголошений як «природний», вступ меланезійців до політичної системи відбувався не без труднощів. Потягом 1946—1958 років корінні жителі експериментували зі своїм новим статусом та формували нові погляди відповідно до ситуації, що змінювалась. Почалось повільне формування політиків, які були б здатні вирішувати їхні питання.
Щоб утримати контроль над канацьким населенням, 1947 року місіонери створили асоціації, які мали захищати інтереси корінних жителів на політичній арені: католицький Союз корінних каледонських друзів свободи в порядку (фр. l'Union des Indigènes calédoniens amis de la liberté dans l'ordre, UICALO) та протестантська Асоціація корінних Каледонії і французьких островів лояльності (фр. l'Association des Indigènes calédoniens et loyaltiens français, AICLF). Обидві групи охоплювали як корінних жителів, так і новокаледонців європейського походження.
До кінця 1950-х років тривали дебати між католиками та протестантами щодо форм участі корінного населення у виборних органах влади. Меланезійські лідери, які отримали освіту в місіонерських школах, не мали потрібних знань і підготовки. Існували також побоювання стосовно нездатності меланезійської спільноти розібратися в політичній ситуації, очікувалось, що вони просто можуть стати маріонетками в чиїхось руках. Меланезійці, що становили більшість населення, могли змінити баланс сил в представницьких органах і похитнути владу європейської олігархії. Проте, крайня роздробленість меланезійських громад не сприяла їхній спільній мобілізації. Політичне життя канаків протікало під контролем місіонерів. Механізм, за яким меланезійський електорат залучався до виборів, базувався на особистих зв'язках їхніх лідерів. На виборах канаки діяли згідно зі звичаєм, вони підкорялися тому, що мало бути добре для племені, тобто тому, як вирішили вождь та рада старійшин.
1953 року UICALO та AICLF об'єдналися в політичну партію Каледонський Союз (фр. Union Calédonienne, UC), девізом якої стало гасло «два кольори, єдиний народ». Ця сила швидко зайняла провідні позиції на політичній арені Нової Каледонії.
1957 року Нова Каледонія, як і інші заморські території Франції, отримала широкі повноваження. Партія Каледонський союз перемогла на виборах 1957 року. Вона мала підтримку як селян-європейців і профспілок, так і переважної більшості меланезійців. Каледонський союз отримав контроль майже над усіма інституціями території. Вперше канаки були представлені в урядових установах. Здавалося, Нова Каледонія стала на шлях до незалежності, але зі зміною влади у Франції 1958 року ситуація змінилася. Захист вищих інтересів французької нації став справою державної політики. У відповідь на ці тенденції в Новій Каледонії стали набирати сили профранцузькі настрої, які охопили більшість каледонців європейського походження, зокрема багато їх вийшло із Каледонського союзу. Разом із тим, спираючись на підтримку меланезійського населення, ця партія знову перемогла на виборах 1958 і 1962 років.
Протягом 1962—1965 рр. відбувався поступовий демонтаж автономних повноважень Нової Каледонії, й метрополія взяла територію під свій повний контроль. Придушення автономії супроводжувалось втратою впливу Каледонського Союзу й зростанням в його лавах сепаратистських (незалежницьких) ідей. У 1968—1971 рр. серед канацьких студентів, що повернулися з метрополії, виникають групи молодих радикалів. В 1970-х рр. утворилося декілька нових канацьких партій незалежницького спрямування. В руслі цих подій 1977 року Каледонський союз проголосив заклик до незалежності країни. Прихильники партій, що виступали за незалежність, згуртувалися в складі Фронту за незалежність (фр. Front Indépendantiste, FI) на чолі з канаком Жаном-Марі Чибоу.
1975 року в Нумеа пройшов масштабний культурний захід під назвою «Меланезія 2000». Він був спрямований на пробудження в канаків інтересу до власної спадщини й подолання комплексу меншовартості, що сформувався в умовах відсторонення їх від політичного життя колонії. Це була своєрідна акція протесту, маніфест пафосу канацького народу, усвідомлення ним власної ідентичності. На фестивалі був представлений масив канацьких мистецтв і традицій. Був відроджений термін «канак» (фр. Kanak) для самоідентифікації корінного населення Нової Каледонії. Ставилося за мету об'єднання в 2000 році меланезійців усього архіпелагу за культурною ознакою. Але пройшло ще 15 років, поки канацька боротьба за незалежність на повний голос заявила про себе на французькому політичному просторі.
Прогресивна індустріалізація міського району Нумеа, зростання сектора послуг й особливо різке збільшення виробництва в період нікелевого буму 1968—1972 рр. потребували додаткової робочої сили й сприяли розвиткові внутрішніх міграцій корінного населення в напрямку столиці. Багато канаків у пошуках роботи залишали племена й після нікелевого буму. За період з 1956 до 1976 рр. частка міських канаків збільшилась з 10,7 % до 23,3 %.
На виборах 1982 року Фронт за незалежність отримав більшість у Територіальних зборах. Жан-Марі Чибоу став заступником голови Урядової ради. Спроби встановлення примирення між європейською та меланезійською громадами Нової Каледонії на ґрунті визнання законності права канаків на незалежність, здійснені 1983 року, зазнали невдачі через відмову лідерів європейської громади підписувати спільну декларацію. 1984 року прибічники незалежності об'єдналися в Канацький соціалістичний фронт національного визволення (фр. Front de Libération Nationale Kanake et Socialiste, FLNKS), який став наступником Фронту за незалежність й об'єднав Каледонський союз та інші незалежницькі партії. Нову коаліцію очолив Чибоу.
1984 року 130-а річниця вступу Франції у володіння островами була оголошена прибічниками незалежності днем жалоби за загиблими канаками. FLNKS вдався до активно бойкоту виборів до Територіальної Асамблеї, що мали відбутися 18 листопада 1984 р. Після виборів непорозуміння між таборами лоялістів і сепаратистів посилились, напруженість перейшла у відкриту конфронтацію. 1 грудня 1984 року FLNKS проголосив створення Тимчасового уряду канаків на чолі з Чибоу й посилив свої блок-пости на всій території. Вимогою було негайне проголошення незалежності Нової Каледонії. Не було ніякого способу уникнути конфронтації. 1984 рік був відзначений масовими заворушеннями, знущаннями, запеклими сутичками та вбивствами, вибухами, засідками, розстрілами, депортацією противників незалежності зі східного узбережжя Гранд-Терр та з островів Луайоте. Акти насильства відбувалися один за одним. Кров пролилася з обох сторін, і позиції стали непримиримими.
У Новій Каледонії був оголошений Надзвичайний стан. Уряд Франції спочатку намагався врегулювати ситуацію шляхом поступок корінному населенню, але з приходом до влади 1986 року Жака Ширака ситуація докорінно змінилася. Франція зайняла жорстку позицію, канацькі претензії на право на землю, природні ресурси та незалежність розглядалися як недоречні. Для придушення протестів у таборах, влаштованих поруч з канацькими селами, були розміщені французькі війська, які мали наглядати за корінними жителями. У відповідь на міжнародну критику, французький уряд 13 вересня 1987 року провів у Новій Каледонії референдум з питання про незалежність території. Більшість канаків бойкотувала голосування, тому результат був 97,3 % на користь збереження Нової Каледонії в складі Франції. Після цього уряд Ширака відмовився вести переговори з канаками.
Невдоволення канацького населення вилилось у марш проти дій уряду під гаслом: «Через п'ятнадцять днів Канаки» (тобто незалежна канацька держава). По всій території канаками були зведені блок-пости, у відповідь на спроби поліції прибрати їх пікетники відкривали вогонь. Зіткнення між силами безпеки та сепаратистами відбувалися по всій Новій Каледонії, але апогеєм протистояння стали події на острові Увеа (острови Луайоте). Було заплановане загальне повстання, але група із 40 канаків на острові Увеа почала діяти передчасно. 22 квітня 1988 року бойовики з FLNKS захопили місцевий відділок жандармерії та взяли заручників, яких утримували в печері на півночі острова. У відповідь уряд вдався до силових методів наведення порядку. 5 травня спецпризначенці здійснили штурм печери, заручники були звільнені, але двоє військових та дев'ятнадцять канаків загинули під час проведення операції. Островом Увеа пройшли арешти осіб, причетних до заворушень.
Шок, який справили криваві події на Увеа, спонукав сторони до мирних переговорів під егідою французької держави. На цей момент до влади у Франції повернулися соціалісти, що сприяло спокійному ходу вирішення проблеми Нової Каледонії. В червні-серпні 1988 року була підписана так звана Матіньонська угода, яка скріпила компроміс між протиборчими сторонами й відкрила шлях до відновлення громадянського миру в Новій Каледонії. Матіньонська угода стала офіційним визнанням канацького народу. Вона стала інструментом децентралізації, перебалансування фінансових ресурсів і відновлення економічної рівноваги та розвитку регіонів. Нова Каледонія була поділена на три провінції (Північну, Південну і Острови Луайоте) з елементами автономії. Влада в Північній провінції та на Островах Луайоте опинилася в руках прихильників незалежності, в Південній провінції — лоялістів. Держава взяла на себе зобов'язання фінансувати заходи, спрямовані на пріоритетний розвиток Північної провінції та провінції Острови Луайоте з переважно канацьким населенням. З 1988 року впроваджувалась політика так званої позитивної дискримінації, яка мала забезпечити професійну підготовку управлінців з числа корінного населення. 23 травня 1990 року розпочала свою роботу Консультативна звичаєва рада, що складалася із сорока трьох вождів. 25 грудня 1993 відбулося святкування стоп'ятдесятиріччя прибуття Євангелія до Нової Каледонії. З цього приводу католицька церква офіційно вибачилась перед меланезийским населенням за страждання, які були заподіяні їм за часи колоніальної історії.
Радикальне крило незалежників виступило рішуче проти домовленостей із лоялістами, називало їх зрадою й закликало відмовитись від співпраці з колоніальною владою та розпочати боротьбу за незалежність за принципом «все або нічого». Особливо сильним було невдоволення на острові Увеа. Саме тут під час проведення поминальної служби по жертвам подій 1988 року, канацький екстреміст убив двох лідерів FLNKS, зокрема й Ж.-М. Чибоу, звинувативши їх у зраді. Незважаючи на побоювання щодо подальшого ходу реалізації домовленостей, що з'явилися після цієї трагедії, сторони продовжували дотримуватись прийнятих на себе зобов'язань. З іншого боку, загибель Чибоу стала значною втратою для канацького руху за незалежність. Більшість наступних їхніх лідерів були слабкими фігурами, французам було легко підкупити їх і маніпулювати ними.
Матиньонська угода, серед іншого, передбачала проведення в 1998 році референдуму про незалежність Нової Каледонії. Проте на основі досягнутого компромісу в травні 1998 року сторони підписали нову так звану Нумейську угоду, яка передбачала досягнення територією незалежності на основі спільного суверенітету з Францією. Протягом 20-річного перехідного періоду більшість державних повноважень мали бути поступово передані Францією Новій Каледонії. Червоною ниткою, яка пронизує Нумейську угоду, є побудова спільної долі для всіх громад, що живуть у Новій Каледонії. Було конституційно встановлене каледонське громадянство. Передбачалося, що назва країни, прапор, гімн, девіз, а також графічний дизайн банкнот повинні виявляти канацьку ідентичність і спільне майбутнє для всіх каледонців. Був створений Звичаєвий сенат (фр. Sénat coutumier), що складається з традиційних вождів — представників восьми звичаєвих областей. Ця установа наділена повноваженнями надавати консультації з усіх законодавчих актів і судових слухань, що стосуються канацьких звичаєвих питань та вияву канацької ідентичності. 4 травня 1998 року в Нумеа відкрився Культурний центр Чибоу, який став освітнім стовпом канацької культури.
Починаючи з 1989 року, в Новій Каледонії відбулися помітні зрушення в плані зростання рівня освіти та професійної підготовки канацького населення, поліпшення умов життя корінних жителів країни. Проте й досі зберігається істотне їхнє відставання від європейської громади. Брак освіти також заважає канакам сформувати еліту суспільства, пояснює їхню маргінальну позицію в багатьох галузях суспільно-політичного життя.
Лідери канацьких партій, дотримуючись положень Нумейської угоди, тепер не вживають слово «незалежність», вони акцентуються на поняттях «визнання канацької ідентичності», «деколонізація» та «повний суверенітет». Питання суверенітету Нової Каледонії вони розглядають у партнерстві із Францією. В червні 2014 року Звичаєвий Сенат представив Конгресу Нової Каледонії документ, в якому викладений канацький план побудови нового суспільства країни. Йдеться про право канацького народу на самовизначення «на внутрішньому рівні», тобто без порушення територіальної цілісності французької держави. При цьому наголошується на тому, що канаки, їхні звичаєві органи влади й установи вільні самі визначати рівень своєї участі в державному управлінні.
Нумейська угода передбачала голосування з питання незалежності Нової Каледонії від Франції в період між 2013 і 2018 роками. З моменту підписання угоди зберігалася стабільність розкладу політичних сил на місцях, влада в Північній провінції та провінції Острови Луайоте з канацькою більшістю належала прибічникам незалежності, в Південній провінції, де переважають європейці, — лоялістам. Громадяни Нової Каледонії голосували тричі — 2018, 2020 і 2021 року; результати були відповідно 56,7 %, 53,3 % і 96,5 % за збереження країни в складі Франції. Прибічники незалежності бойкотували третій референдум, в результаті явка виборців 2021 року становила лише 43,9 %.

## Господарство
Приблизно 23 % земель Нової Каледонії належить племенам, де канацькі клани зберігають родовий спосіб життя й традиційне господарство, займаючись землеробством та рибальством.
Землеробство традиційно займає центральне місце в житті місцевого населення. В цій галузі зайнято 60 % канаків. Культивують переважно місцеві продовольчі культури, головною з яких є ямс. Ще в передколоніальний період у канаків було розвинене ручне землеробство на основі цієї бульби, яке досягло більш високого рівня ніж в інших частинах Меланезії. Вирощують також таро, маніок, батат, кокосову пальму, банани тощо. Урожайність залишається низькою.
Рибальство поширене в прибережних районах, використовується крайка моря: рифи, пляжі, мангри. Промисел ведуть у межах території, що належить відповідному клану. Канаки використовують різні методи рибальства. Вони можуть ходити вздовж берега поодинці й добувати рибу за допомогою списа, лука зі стрілами або просто голими руками. Використання сіток для лову риби вимагає колективних зусиль. Декілька екіпажів на човнах-катамаранах ставлять сітки в лагунах або за бар'єрним рифом. Для різної риби використовують свої сітки.
Певний розвиток отримали ремесла: різьблення по дереву, гончарство. Будівництво човнів є колективною справою. Цим займаються прибережні клани, але до процесу залучаються й люди з інших кланів, що живуть у долинах далі від узбережжя. Вони надають стовбури дерев, зрізають і транспортують їх; за це приморські клани мають їх віддячити рибою.
У колоніальний період канаки почали розводити свиней.
Сучасні канаки працюють переважно найманими працівниками на підприємствах Великого Нумеа, на нікелевих рудниках і плантаціях кави та копри.

## Суспільство

### Структура канацького суспільства
Канацька ідентичність визначається на трьох рівнях. Перший — це батьківська (патріархальна) сім'я, другий — клан (рід), третій — альянс кланів у межах вождівства (племені). Факт свого існування канаки розглядають з точки зору спорідненості, поділу на своїх та інших, що впливає на формування стосунків між людьми.
Канацьке суспільство структуроване за звичаєвою організацією, заснованою на кланах. Клан об'єднує людей, пов'язаних місцем народження їхньої спільноти (громади), й усі його члени вважають, що походять від одного першопредка за чоловічою лінією. Вони мають спільний міф (легенду) про своє походження і свою землю (територію). Ідентичність в традиційному канацькому суспільстві пов'язана в першу чергу із рідною землею. Ці поняття невіддільні одне від одного. Назва клану, яку кожна людина додає до свого прізвища, зазвичай відповідає оригінальній назві його прабатьківщини. Буває, що різні клани мають однакові назви, це говорить про те, що їх об'єднує спільне походження, спільне проживання в минулому; єдність між ними зберігається й сьогодні.
Звичаєві правила організовують клани в ієрархічну структуру з вождем та радою старійшин на чолі. Традиційне суспільство побудоване навколо вождя, господаря землі, носія культури й охоронця традицій. Лише вождь може говорити від імені клану, він навіть уважається «втіленням свого клану». Вважалося, що традиційні вожді володіли магією, що підтверджувало їхні владні повноваження.
Нині канацька звичаєва організація отримала офіційне оформлення й визнана державою. Плем'я (фр. Tribu) є визнаною адміністративною одиницею канаків. Поняття племені було введене указом від 24 грудня 1867 року з метою адміністративного позначення громади канаків, яка проживає на певній території (резервації, фр. Réserve). Воно охоплює саму громаду, її організацію, а також територію або місце проживання членів племені. Канацькі клани об'єднані в племена як базові адміністративні одиниці звичаєвої організації Нової Каледонії. На чолі племені стоять так званий «малий вождь» (фр. Petit chef) та рада старійшин. Вони фактично безроздільно володіють землями резервації. Декілька племен утворюють звичаєвий округ (фр. District coutumiers), які, в свою чергу, згруповані в звичаєві області (фр. Aires coutumières). На чолі звичаєвого округу стоїть «великий вождь» (фр. Grand chef), він несе відповідальність за підтримання порядку на підвладній території. Попередниками звичаєвих округів були великі вождівства, створені 1898 року. Межі округів приблизно відповідають зонам впливу великих вождів. Всього в Новій Каледонії налічується 341 плем'я, 61 звичаєвий округ і 8 звичаєвих областей. Звичаєві області були утворені згідно з положеннями Матіньонських угод 1988 року, 5 із них розташовані на острові Гранд-Терр, ще 3 — на островах Луайоте. Така організація, підтримувана традиційним правом, наділяє раду старійшин, «малого вождя» і «великого вождя» повноваженнями ухвалювати всі види рішень в інтересах громади, чи то рішення цивільного характеру, чи рішення, які мають «дисциплінарну» природу. Ця прадавня «дисциплінарна» система існує й сьогодні в повсякденному житті. Традиційні лідери мають право втручатися й вживати заходів для забезпечення збереження «звичаєвого громадського порядку», й їхні повноваження підтверджені на законодавчому рівні. В сучасних умовах канацькі звичаї набули нового змісту. Вони розглядаються як спосіб збереження ідентичності народу, як засіб захисту канацької самобутності та їхньої культурної спадщини, запобігання асиміляції корінного населення Нової Каледонії.

### Звичаєвий стан, звичаєве право
Нова Каледонія є унікальним у правовому плані явищем. Тут співіснують два цивільні стани: загальний та звичаєвий. Загальне цивільне законодавство не застосовується до канаків, що живуть у племенах, та їхньої власності. Вони мають особливий цивільний звичаєвий статус (фр. Statut civil coutumier), тобто життя всередині племінних громад регулюється звичаями. Канаки дуже прив'язані до свого звичаєвого статусу, й лише деякі з них виявляють бажання змінити його. Значною мірою це пояснюється тим, що вони розглядають це як визнання їхньої ідентичності. 101 400 осіб під час проведення перепису населення 2019 року вказали, що вони мають звичаєвий цивільний статус. Це 37 % населення Нової Каледонії і 84 % канаків, серед останніх 93 % тих, що проживають на територіях племен, і 76 % тих, що живуть поза їхніми межами.
На території племен канаки продовжують жити за давніми традиціями й керуватися нормами звичаєвого права. Вони дуже сильно відрізняються від традицій західного суспільства. Для позначення всіх місцевих традицій у Новій Каледонії використовується термін «звичай» (фр. Coutume). Він об'єднує в одне ціле культурні та релігійні традиції, обряди, звичаєві закони, інститути та норми, що діють у суспільстві. Таким чином, вираз «робити звичай» (фр. Faire la coutume) стосується суспільного акту, який зачіпає всю громаду. Канацький світ включає їхніх предків, колективну та особисту долю, зв'язок із землею та всім тим, що вона дає. Ці категорії визначають спосіб буття й, відповідно, соціальні та правові норми, які його регулюють. Всі члени клану неухильно дотримуються встановлених звичаїв. Звичай є фундаментом меланезийських соціальних зв'язків. Канацьке суспільство розглядає себе на шляху буття, бачить своє існування в увічненні через покоління своїх кланів і родоводів. Воно розглядає групу в цілому, не відокремлюючи окрему особу від її оточення. Воно міркує з точки зору генеалогії, де фізична особа є менш важливою, ніж безперервність і виживання всієї групи.
Ключовим чинником для канаків є земля. Кожна людина, кожен клан мають тісний зв'язок з конкретною долиною, горою, ділянкою моря, гирлом річки тощо. В канаків земля є невідчужуваним капіталом, успадкованим від предків і, як така, вона повинна бути збережена й у цілості передана майбутнім поколінням. При цьому йдеться не про володіння, а про право користування землею. Звичай визначає колективні зобов'язання людей стосовно рідних земель. Кожен клан є охоронцем своєї землі й має обов'язок зберігати її.
Мертві продовжують відігравати суттєву роль серед живих, які повсякчас згадують своїх предків. Світ мертвих для канаків перебуває в постійному контакті зі світом живих. Люди весь час у повсякденному житті звертаються до своїх предків по допомогу. Вони ставляться до них як до «богів»-родоначальників роду. Входження небіжчика в царство мертвих відзначається рядом церемоніальних ритуалів, що символізують проходження людини з одного світу в інший. Інші церемонії, такі як весілля, траур або свято ямсу також є ще однією можливістю підтвердити зв'язок між живими та мертвими.
На додаток до обожнення мертвих та предків, кожен клан має свою власну тотемну тварину, рослину або мінерал, який втілює в собі його родючість і силу життя. Тотеми є основними елементами «традиційної» духовності, вважаються засновниками (першопредками) клану.
До 1988 року канацьке звичаєве право не мало ніякої кодифікації. Всі важливі рішення ухвалювалися шляхом так званої «балаканини» — організованого обговорення питань вождями та іншими авторитетними особами з дотриманням звичаєвих норм. Тепер ця процедура набула офіційного характеру. Колишні «оральні записи» трансформувалися в складання протоколу «балаканини» звичаєвими державними службовцями, а завершується це обговорення ухваленням правочинних документів, які з 2007 року звуться звичаєвими актами. Звичаєві службовці на правах нотаріуса засвідчують чинність звичаєвого акту своїм підписом. Звичаєві акти видаються при вкладанні угоди між кланами, для встановлення прав власності на звичаєві землі, при вкладанні або розірванні звичаєвого шлюбу тощо.

### Норми обрядовості
Життя спільноти суворо регламентоване в рамках чіткого календарного графіку, в якому перемежовуються соціальна та сільськогосподарська діяльність. Канацький сільськогосподарський календар побудований на етапах вирощування ямсу, священної для канаків бульби, яка є символом чоловічої мужності та честі. Вона розглядається в сакральному вимірі, тісно прив'язана до землі й символізує силу батьківського роду. Тому вирощуванням ямсу займаються тільки чоловіки. Хороший урожай ямсу — це благо для усього клану. Тому всі головні фази вирощування цієї священної бульби відзначають відповідними церемоніями. Цикл вирощування ямсу — це не просто сільськогосподарський календар, він регулює весь ритм життя клану. Ці бульби народжуються, вмирають і відроджуються у вічному циклі, який символізує божественний порядок. Всі етапи вирощування ямсу (підготовка землі та насіння, посадка, перші сходи, поява листя тощо) пов'язані з певними періодами в житті людини, тому відповідно планують і всі важливі громадські заходи: весілля, похорони, вкладання союзів між кланами, інтронізація вождів тощо.
Головні й наймасштабніші святкові церемонії проводять з нагоди підготовки землі під посіви та після збирання врожаю ямсу. На початку лютого старійшина клану пригощає інших членів клану ямсом старого врожаю, ця церемонія водночас є підтвердженням його владних повноважень. З лютого по квітень, залежно від регіону, бульби визрівають. З цієї нагоди відбувається найбільше канацьке свято — свято Нового Ямсу. Воно супроводжується великим бенкетом, ритуальними церемоніями, піснями та танцями. Кожен клан святкує окремо, але коли ямсу вдосталь, є можливість запросити до себе вождів сусідніх кланів. В минулому клани-сусіди часто по черзі проводили в себе велике спільне свято, тим самим підтверджуючи дружні стосунки, що існують між ними. Ямс скріплював альянси між кланами та був гарантією слів їхніх вождів.
Будь-яка значуща подія в канацькому суспільстві збирає багато людей, їх може бути присутньо кілька сотень. Всі традиційні церемонії відбуваються за точно визначеним протоколом, який передбачає набір обов'язкових дій та ритуалів. При цьому ключове місце займають подарунки та промови. Кожна зустріч, громадська або сімейна подія передбачає символічний обмін подарунками. Подарунок з нагоди народження дитини, шлюбу або смерті є виявом поваги членів родини одне до одного. На рівні кланів завдяки такій процедурі утворюються складні альянси між племенами, створюються нові й поновлюються старі торгові шляхи.
Подарунків завжди буває багато. Їх викладають на центральному майдані села. Це насамперед харчові продукти (сільськогосподарський урожай, їжа, здобута на полюванні або рибалці). До них додаються тканини, килимки, але центральне місце традиційно займають «канацькі гроші» та ямс. Канацькі гроші не мають нічого спільного з грошима в звичайному розумінні. Вони не є мірилом, яке визначає операції обміну, а мають символічне значення. Зазвичай це набір черепашок або кісток кажана, нанизаних на дріт, який кладуть у кошик, сплетений з рослинного волокна. Вартість таких грошей визначає колір (чорний для важливих подій, білий для простіших церемоній), а також довжина намиста. Канацькі гроші символізують передачу слів предків, вони є елементом, що складає ідентифікацію клану, якому вони належать.
Давання в канацькому суспільстві є важливішим за придбання. Виконуючи обряд вручення подарунка, людина кладе його перед тим, кому він призначений, і виголошує промову, яка пояснює причину цього жесту. Людина, яка отримує подарунок, забирає його (це означає, що подарунок прийнятий), а тоді робить «жест у відповідь» і кладе еквівалентний подарунок, що символізує подяку. В ході виконання звичаю обміну кожна людина підтверджує свою повагу до іншої й зобов'язана дотримуватися законів клану. Дане слово вважається священним. Обіцянка — це слово честі, вона є священною й недоторканою, обов'язково має збігатися з діями людини.
Подарунки нічого не означають без промови. Ці два поняття нероздільні й разом утворюють ритуальний акт. Вожді публічно виголошують великі промови під скандування натовпу. Це слово вітання, слово подяки, похвали кланам. Промови побудовані за сталою формулою, наповнені поетичними образами. Церемоніальна промова пов'язує живих з мертвими, спрямовує людей до миру й гармонії. Слова промови передаються усно з покоління в покоління. Кожна промова починається з історії походження клану, переліку вождів. Сенс слів поступово розширюється. Закінчення кожної частини промови супроводжується оплесками та вигуками схвалення й підтримки. Текст промови відрізняється залежно від того, з якого приводу проводиться церемонія.
Жінки, молодь та діти під час виступу поводяться стримано, але активно підключаються до колективних танців, що відбуваються після нього.
Оскільки канацьке суспільство є патрилокальним, звичаєві обряди, як правило, організуються групою родичів по батьку. На захід також запрошують родичів по матері, при цьому відбувається символічний обмін подарунками між двома кланами.
Християнські проповідники боролися з канацькою практикою проведення урочистих зборів, а також з усіма формами ритуалів, які вони вважали «язичницькими». Однак, незважаючи на формальну євангелізацію канаків, традиційні ритуальні обряди ніколи не переставали здійснюватись, хоча й певною мірою таємно, вони й надалі розвивалися.

### Шлюб
Патріархальна сім'я є базовою одиницею канацького суспільства. Шлюб для канаків — це не лише союз чоловіка та жінки, а й символ об'єднання двох кланів. Один клан довіряє іншому відповідальність і турботу про жінку, яка приноситиме дітей, що належатимуть до клану її чоловіка. Канаки й сьогодні у виборі партнера керуються дотриманням правил традиційного союзу. Важливими лишаються правила екзогамії кланів, шлюби вкладаються лише між членами патрилінійних угрупувань, які ведуть свій родовід від різних прадавніх міфологічних предків. Батьки вибирають синам подружжя та сватаються. На практиці вибір нареченої обмежується також заборонами на родичання з певними кланами, що виникли з історичних або символічних міркувань. Не допускаються, зокрема, шлюбні союзи між угрупуваннями, які ворогували між собою. В центральних районах Гранд-Терр перевага при виборі партнера надається кроскузенним шлюбам, коли хлопець одружується з дочкою брата своєї матері. Дівчат іноді силою змушують одружуватися із нелюбом, проте частіше використовується не фізичний, а психологічний тиск. Бронювання дівчаток для шлюбу, а також багатоженство, з чим енергійно боролися місіонери, значно скоротилися в 1920—1930 роках.
Вкладання звичаєвого шлюбу проходить у кілька етапів й узгоджується із графіком проведення сільськогосподарських робіт. Спочатку готують поле на наступний рік. Тоді дядько по матері хлопця робить родині дівчини пропозицію шлюбу. Далі в плані підготовки до весілля споруджують хатину для гостей, сім'я нареченого готує подарунки для нареченої. За тиждень до весілля сім'ї та клани здійснюють звичаєву церемонію обміну, приносячи гроші, тканини, ямс, рис, цукор. Сама весільна процедура є дуже важливою й символічною в канацькому суспільстві. Вона починається з того, що члени клану чоловіка приносять ямс для споживання як заставу продовження родоводу. Через 3-4 дні після формального вкладання шлюбу відбувається фінальний етап, коли наречена приходить на місце проведення церемонії й приймає звичаєві подарунки від родини нареченого. Молодята живуть у сім'ї чоловіка. Батько «силою предків» передає дітям свій родовід та права на землю. Звичаєвий шлюб укладається поза державним контролем і повністю залежить від рішення клану. Він просто оголошується й реєструється в службі звичаєвого цивільного стану (відбувається його формальне «узаконення»). Шлюб майже в усіх випадках визнається дійсним лише після закінчення випробувального терміну, протягом якого молоді живуть разом. Цей період, як правило, санкціює народження дитини.
Дуалізм статей пронизує все життя канаків. Суспільство поділяється на вищу (чоловічу) та нижчу (жіночу) статі. Чоловіки та жінки утворюють два різних соціальних простори й тримаються окремо. Чоловікам належить політична влада й правонаступництво, від батька діти отримують соціальний статус у суспільстві. Натомість жінка дає людям життя, але її місце лишається на кухні. При цьому жінки смиренно несуть свій тягар. Після вступу в шлюб дружина має служити чоловікові. Шлюб розглядається як спосіб привласнення чоловіком репродуктивної здатності дружини. Таке придбання вимагає заплатити родині нареченої «ціну» за шлюб грошима або «канацькими грошима», їжею, тканинами, черепашками тощо. У випадку розлучення подружжя сплачена «ціна» має бути повернута.
Гендерний поділ поширюється й на інструменти та сільськогосподарські культури. Чоловіки займаються вирощуванням ямсу, й ця культура в місцевому суспільстві нерозривно пов'язана з чоловіком. Натомість жінки вирощують «жіночі» рослини: цукрову тростину, таро, різні коренеплоди.
Чоловіки з презирством ставляться до жінок. За канацькими уявами, жінки під час менструації та пологів викликають забруднення навколишнього середовища й становлять небезпеку для чоловіків та полів з ямсом; цим виправдовується ізоляція жінок. Навіть при похованні чоловічі й жіночі кістки кладуть у різних кутках.
Попри споживацьке ставлення до жінки, материнство в канацькому суспільстві дуже цінується. Сімейне життя визнається дійсним після народження дитини, що залишилася живою. Бажаними є хлопчики, бо вони є спадкоємцями й продовжувачами роду. Успішна жінка визначається не тільки за кількістю дітей, яких народила (в ідеалі їх повинно бути п'ять або шість), а й за їхньою статтю (має бути один або декілька синів), життєздатністю й навіть характером, а також за періодом між пологами, який має складати два або три роки. Попри зміни, що сталися, такий соціальний ідеал продовжує жити. Коли жінка має сина, її статус у суспільстві підвищується. Натомість ситуація, коли жінка не має дітей, рішуче не схвалюється суспільством, особливо якщо вона одружена. Раніше безпліддя завжди приписували жінкам. Жінка, яка не відповідає соціальним вимогам материнства, може бути звинувачена в неповазі до роду чоловіка, незалежно від причини безпліддя. Відсутність дітей інтерпретується як результат прокляття. Жінку звинувачують у відсутності реального бажання мати дітей. Відсутність дітей може бути для чоловіка приводом одружитися з іншою.
Домашнє насильство розглядається як нормальне явище. Насильство може бути просто вираженням чоловічого невдоволення. Нормально сприймаються й побої чоловіка дружиною за його проступки, в тому числі сексуальні або алкоголізм. Акти домашнього насильства та врегульовані випадки подружньої зради є звичайними явищами в канацькому суспільстві й завжди вважалися абсолютно законними. Лише як виняток мають місце випадки, коли потерпілі подають скаргу в поліцію. Чоловік, який не в змозі контролювати свою дружину, сприймається суспільством як нікчема. За традицією він має повіситись. Якщо ж він цього не робить, то часто впадає в алкоголізм.
Натомість позашлюбний секс та перелюб розглядаються канаками як злочин. Винних у минулому зв'язували, роздягали й роздушували яєчка. Перелюб, зґвалтування й розбещення молодої дівчини (за обопільною згодою) мають у канацьких мовах одну назву «нетрадиційні стосунки», і всі вони пов'язані з «крадіжкою» (так це поняття називають усіма канацькими мовами) з боку жінки (тобто провину перекладають на потерпілу). Ці явища засуджуються, але широко практикуються. При всіх обмеженнях важається, що канацькі жінки часто користуються відносною сексуальною свободою. Це стосується навіть молодих вдів, які ще не вступили у повторний шлюб, або одружених жінок без дітей. Їх вважають правопорушницями, звинувачують у «крадіжці» чоловіків; вважають, що вони навіть використовують з цією метою магію. Іноді таких жінок публічно звинувачують у чаклунстві і зазвичай судять.
У старі часи була зафіксована традиція нічних танців, які перетворювались на оргії. У них брали участь як неодружені, так і одружені чоловіки й жінки. Як відгомін минулого, відносно часто, особливо в сільській місцевості, трапляються масові зґвалтування. Іноді їх вчиняють під час масових зібрань (весілля, похорони, концерти) юнаки, що прийшли з іншого села. Вони сприймаються як приниження з боку сусідів, і тоді відповідна громада здійснює аналогічний злочин у відповідь. Причиною цих зґвалтувань називають алкоголь, а сп'яніння в канаків вважається пом'якшувальним фактором, щонайменше стосовно чоловіків. Правопорушення, скоєне під впливом алкоголю, тобто в стані афекту, за звичаєвим правом знімає покарання. Зазвичай обмежуються простою доганою або публічною прочуханкою. Лише невелика частина потерпілих, незадоволених таким вироком, звертається до французьких судів.
Жінки не ставлять під сумнів ні ідеологію чоловічого домінування, ні вимоги щодо материнства. Їм залишається постійно нагадувати, що без них чоловіки не існуватимуть. Клан зобов'язаний своїм існуванням жінці. Жінки пасивно протестують і виявляють свою ворожість. Вони можуть під вигаданим приводом уникати хатньої роботи. Голос канацьких жінок відсутній на політичній сцені, немає жодної канацької жінки в представницьких органах влади. Намагаючись змінити свій соціальний статус, окремі канацькі жінки змінюють свій звичаєвий статус на загальний. Тоді, зокрема, процедура розлучення відбувається відповідно до французького законодавства.

### Усиновлення
Усиновлення (адопція) дітей, а іноді й дорослих, у Новій Каледонії, як загалом в Океанії, є загальноприйнятою й дуже поширеною практикою. Дослідження, проведене в 1989—1996 роках в районі Понерігуан на східному узбережжі Нової Каледонії виявило, що серед 1752 сімей канаків 1370 мали дітей, в тому числі 535 (39 %) адоптованих.
У Новій Каледонії розрізняють повністю «прийнятих» дітей та дітей, взятих на виховання. Перша категорія дітей приймає всі права й обов'язки, які має й рідна дитина; відбувається зміна ідентичності, діти беруть ім'я та символіку лінії прийомних батьків. Діти, взяті на виховання, зберігають за собою всі права й обов'язки, що належать їм в силу належності до своєї біологічної лінії, однак вони можуть отримати від роду прийомних батьків деякі права на землю та особисте майно під час церемоніальних обмінів. Адоптовані діти стають повноцінними членами нової родини з новим тотемом, тоді як діти, взяті на виховання, можуть через певний час повернутися до своїх справжніх батьків і свого клану. Обидві практики дуже важливі в житті місцевих громад.
В минулому передача дітей в іншу сім'ї часто була вмотивована стратегічними міркуваннями. Цей акт міг скріплювати мир між двома кланами або бути жестом подяки за надані послуги. Завжди звертали увагу на підтримання балансу в обмінах.
Як правило, канаки віддають дітей у сім'ї, які вже мають власних біологічних дітей. Дівчинка є менш цінним подарунком. Коли під адопцію підпадає хлопчик, потрібна згода всіх членів клану, адже йдеться про спадок. Одні й ті самі сім'ї можуть передавати дітей в кілька кланів і, таким чином, встановлювати множинні зв'язки між різними групами. Усиновлення може бути також пов'язане з необхідністю мати нащадків у бездітних сім'ях.
Існує також усиновлення дітей дідусями й бабусями як онуків, адопція дитини або дорослої людини як брата чи сестри.
Якщо раніше процес передачі дітей узгоджувався лише усною угодою між двома зацікавленими кланами, то тепер на нього слід отримати формальний дозвіл через рішення цивільного суду. Суд при цьому посилається на відповідні норми звичаєвого права й ухвалює рішення на основі згоди відповідних сімей.

### Міські канаки
У другій половині XX ст. сформувалась група так званих «міських канаків». У Новій Каледонії очевидним є дисбаланс між племенами, де домінує натуральне господарство, та економічно розвинутим районом Нумеа. Люди прямують до міста в пошуках заробітку, адже можливість знайти оплачувану роботу в сільській місцевості є дуже низькою. Серед мігрантів переважають нежонаті чоловіки, які влаштовуються на некваліфіковані роботи на державній службі або в промисловості. Значно менше в місті жінок, які зазвичай працюють як домашня прислуга в приватних осіб і живуть разом зі своїми роботодавцями.
З кінця 1980-х років майже 30 % канаків живе у Великому Нумеа, що включає місто Нумеа й приміські комуни Паїта, Мон-Доре та Думбеа. В Нумеа сформувався окремий меланезійський квартал Монравель (фр. Montravel). Хоча міграції спрямовані переважно до столиці, існує також міграція канаків до гірничодобувних центрів Північної провінції, де потреба в робочій силі, як правило, забезпечується навколишніми племенами. Проте, незважаючи на потужні міграційні процеси, канаки продовжують складати меншість міського населення.
Переселення канаків до міст може бути добровільним, а може бути результатом вигнання людини із племені. Також у Нумеа люди уникають, хоча б частково, конкретних форм традиційного соціального контролю. Це особливо приваблює жінок і молодь. Перше покоління канаків з Нумеа підтримує тісні контакти з родичами в племені, періодично люди відвідують племена й завжди можуть повернутися назад. Вони мають подвійну ідентичність. Канаки, що не перший рік живуть у Нумеа, все рідше відвідують племена. Вони більше не залежать від свого клану, їхнє життя тепер перебуває у власних руках. Накопичені цінності стають їхньою персональною власністю, а не громадською власністю племені. З іншого боку, вони більше не можуть претендувати на власність у племенах, плем'я їх більше не приймає.
Місто можна розглядати як «інший світ». Нумеа являє собою делокалізований простір. Потрапляючи сюди, людина більше не належить до певного племені. Конфлікти, що існували в племенах між окремими особами, сім'ями й кланами в сільському середовищі, в місті приглушуються відстанню й новими умовами життя. Міські канаки втрачають зв'язок з племенами, стають нумейцями з постійним місцем проживання й сталим повсякденним оточенням. Нумеа — це невелике містечко, й тут усі знають один одного, між сусідами встановлюються тісні стосунки, часто вони стають родичами. Місцевих меланезійців можна назвати «нумейськими канаками». Багато з них народилося в місті, тут пройшло їхнє дитинство. Міські канаки вже давно призвичаїлись до переваг міського життя: короткі поїздки, магазини, лікарні тощо. Розмовляють вони переважно французькою. Вони вдягаються не так, як у селі. Відрізняються міські канаки й своєю поведінкою, особливо жінки та молодь. Вони мають інші інтереси, пристосовані до цивілізації й міського життя. Багато з них має бажання з'їздити до Франції.
Незважаючи на певну руйнацію в місті традиційного поділу на клани, загалом канаки в Нумеа продовжують дотримуватись моделей поведінки, характерних для канацького суспільства. Для людей, що підтримують сталий зв'язок між містом і селом, зберігається й відчуття належності до певного племені та певної сімейної групи. Мігранти з островів Луайоте більше зберігають зв'язок з рідною землею та рідним племенем, часто їздять туди-назад. На островах Луайоте вихідці з островів, що живуть в Нумеа, розглядаються як міський сегмент місцевих родин.
Історичний чинник обумовив певне протистояння та конфлікти між канацькою та європейською міськими громадами. До 1946 року перебування канаків у Нумеа обмежувалось і суворо контролювалось. У таких умовах сформувалися ідентичність і система цінностей «білого міста». Осідаючи в Нумеа, вихідці з племен утворювали специфічні неформальні поселення в центрі та на околицях міста, в яких певною мірою підтримувати традиційний спосіб життя. Вони не ставали частиною місцевого світу, жителі якого походять з інших країн.
1981 року грошовий дохід міських канаків був в середньому вдвічі більшим, ніж у сільській місцевості, але вдвічі нижчим, ніж у європейців в Нумеа. Незважаючи на матеріальні переваги міського життя, канаки в Нумеа залишаються серед маргінальних прошарків населення. Хоча вони й набули вже певних професійних навичок, все одно ще поступаються за кваліфікацією працівникам європейського походження й зазвичай отримують низькооплачувану роботу. Канаки в Нумеа також стикаються з етнічною сегрегацією та соціально-економічними бар'єрами. Рівень безробіття серед корінного населення є помітно вищим, ніж серед інших громад. Агенції з працевлаштування мають певні проблеми з молодими канаками, ті вимагають не дуже складної, але добре оплачуваної й не брудної роботи. Часто вони просто перебувають на утриманні батьків. Молодих канаків можна побачити, як вони блукають центральними площами Нумеа й сидять навпочіпки. Вони знаходять собі притулок у музиці та наркотиках. Головною проблемою для міських канаків лишається житло, часто їм доводиться жити в умовах мінімального комфорту й гігієни. Будівництво соціального житла у 1970-ті роки певною мірою покращило ситуацію.

## Канацька культура
Традиційна культура канаків — загальномеланезійська. Нумейська угода 1998 року підвищила статус меланезійської культури, й вона стала більш помітною в новокаледонському суспільстві. 2002 року в Новій Каледонії був прийнятий проєкт закону «Про охорону земель канацької нематеріальної спадщини». Він складений у міжнародному контексті визнання прав корінних і місцевих громад на їхні традиційні знання, особистий статус й унікальний статус традиційних земель.
4 травня 1998 року, напередодні підписання Нумейскої угоди, в присутності прем'єр-міністра Франції Ліонеля Жоспена на околиці Нумеа був відкритий Культурний центр Чибоу (фр. Centre Culturel Tjibaou). Центр включає музей, критий і відкритий простір для перфомансу, спеціалізовану бібліотеку, тут експонується археологічна та оральна спадщина канаків, стоять традиційні хатини, прикрашені гравюрами та скульптурами канацьких майстрів, регулярно проводяться художні виставки. Завдання центру полягає в проведенні досліджень, збиранні та збільшенні канацької культурної спадщини, впровадженні та розвитку канацької художньої творчості, формуванні й підтримці культурних практик, спільних для всіх жителів Нової Каледонії. Центр надає підтримку різним мистецьким ініціативам канаків (танці, пісні, музика тощо), займається організацією регіональних та міжнародних культурних обмінів.
У Нумеа є музей Нової Каледонії, який має чудову колекцію канацьких й океанійських експонатів. У Північній провінції (комуна Єнген) діє музей традиційного мистецтва канаків, у Південній провінції (комуна Бурай) — музей історії й народного мистецтва.

Вироби канацьких майстрів (експонати з Тулузького музею, остання чверть XIX ст.):
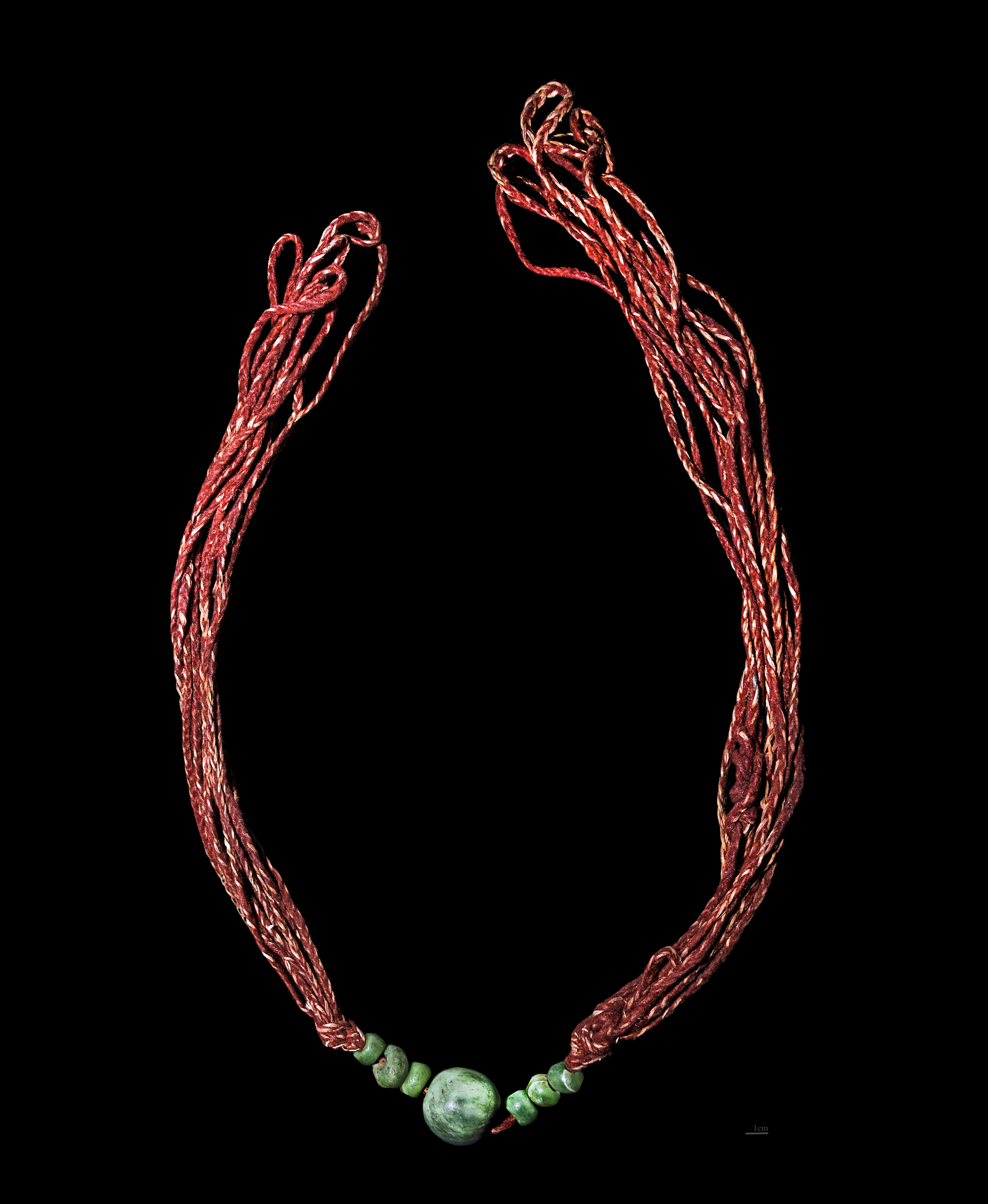
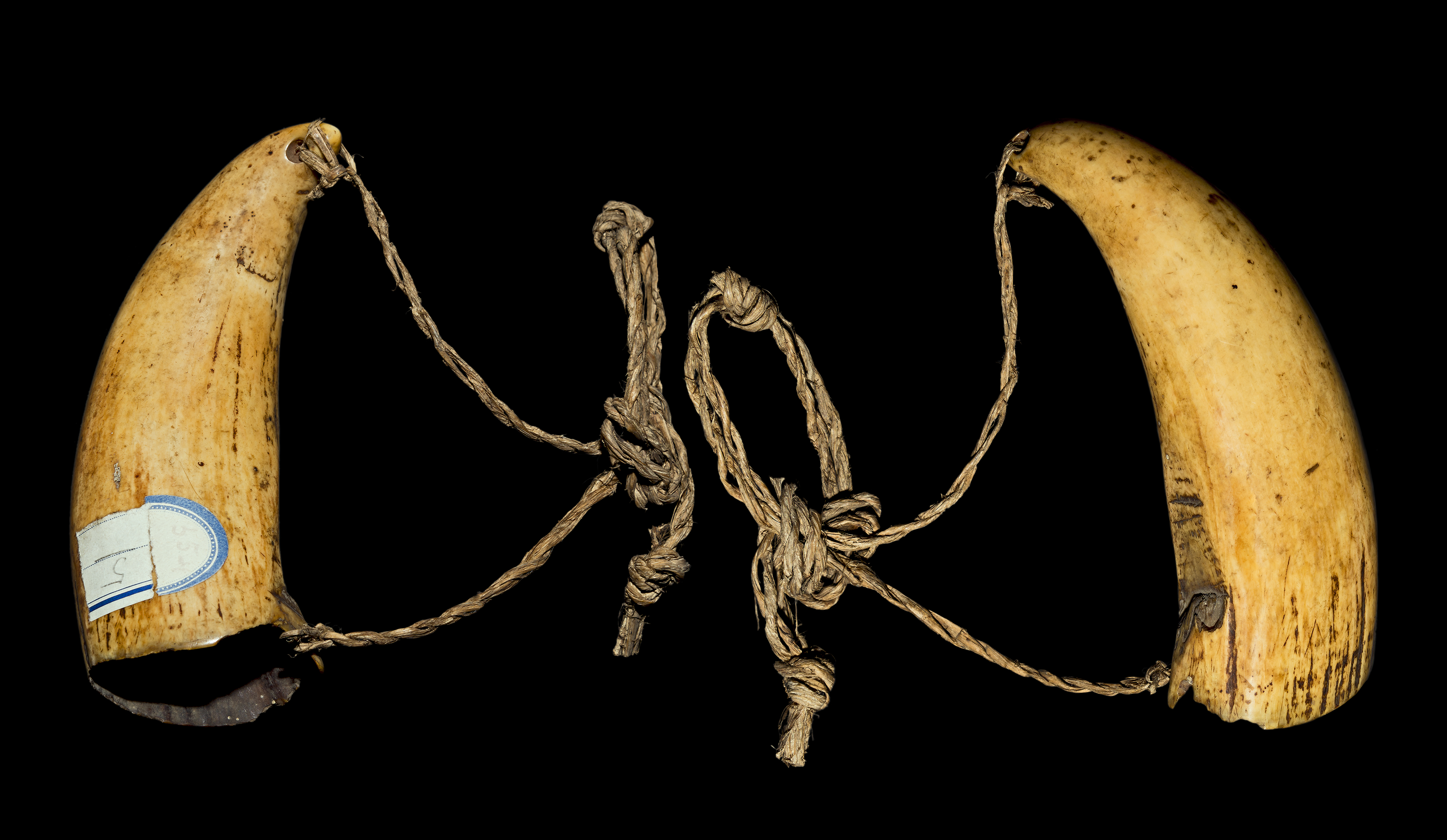
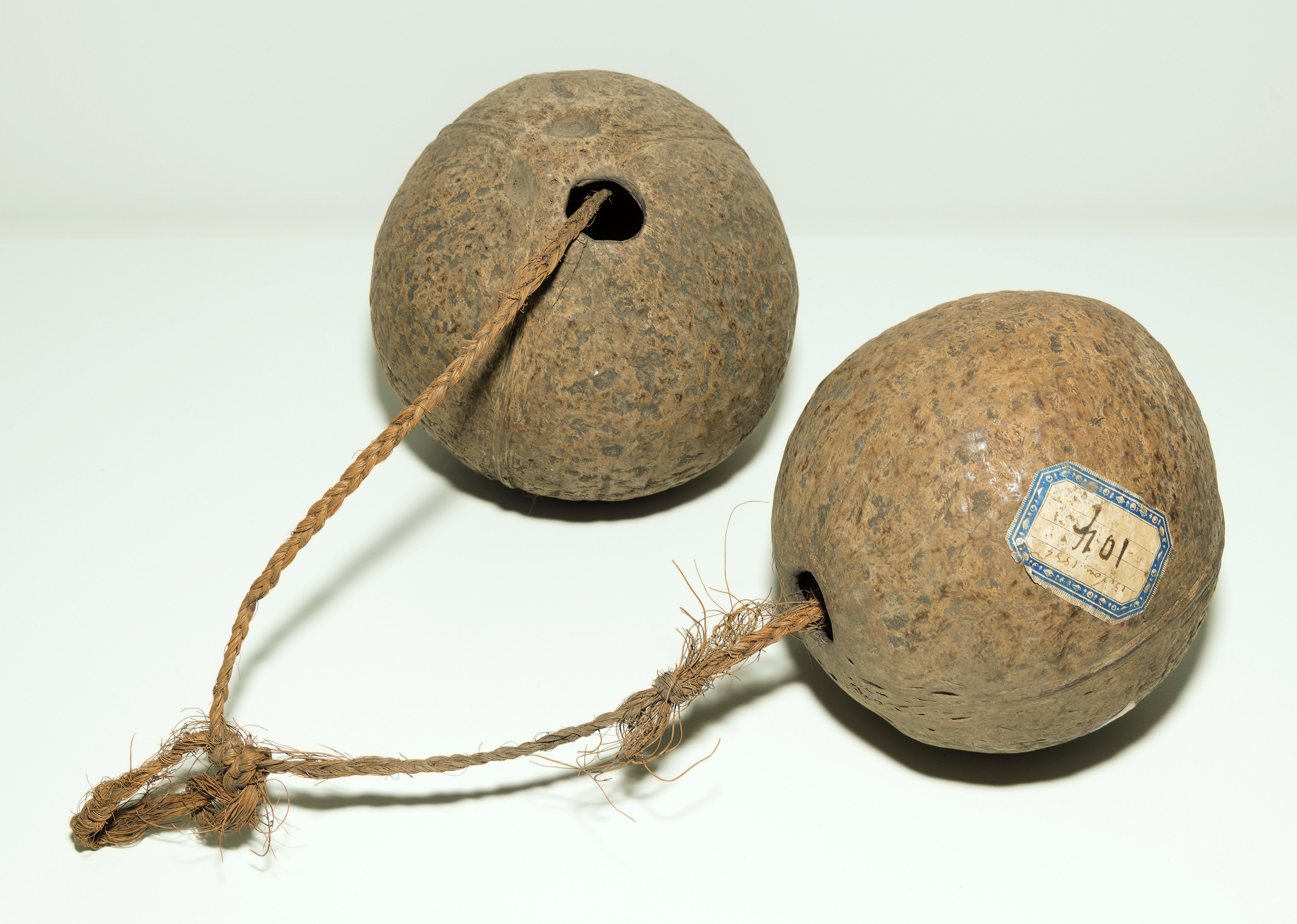
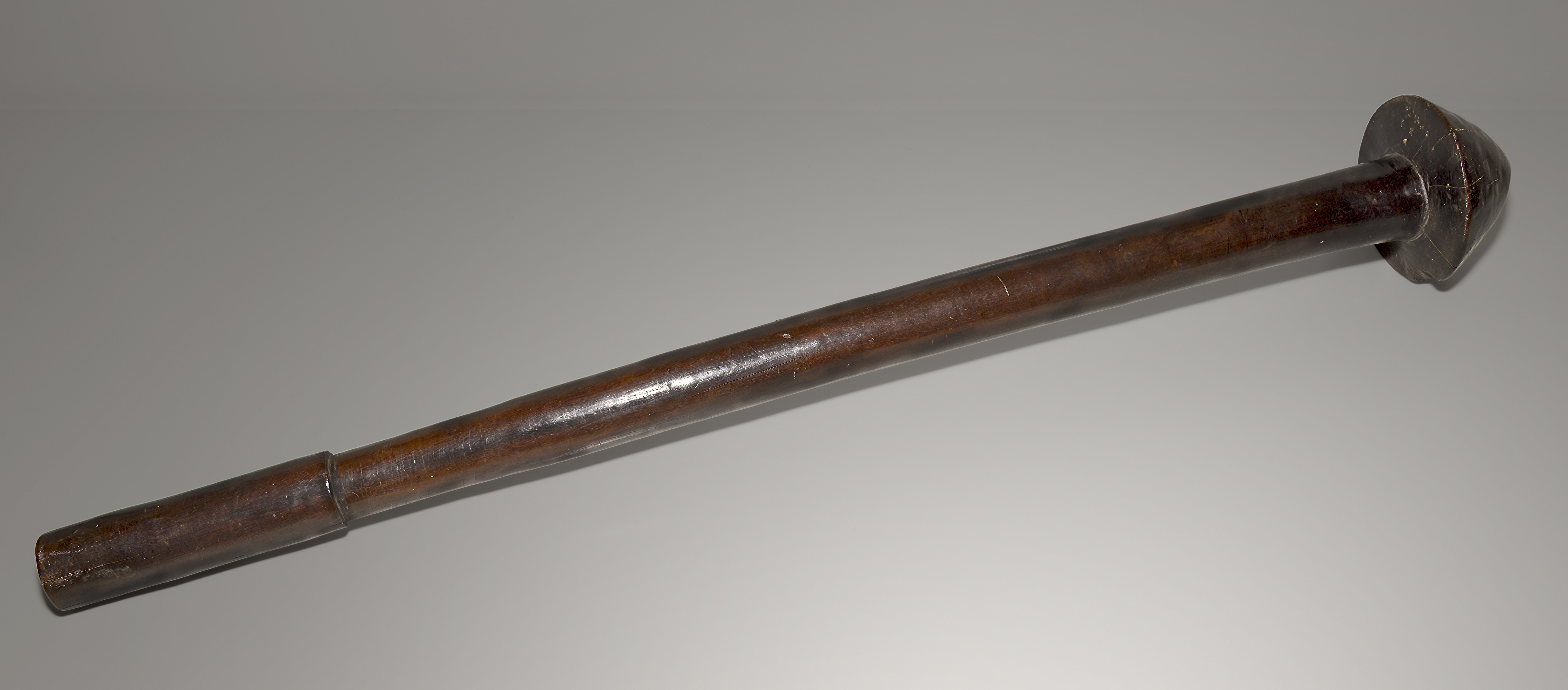
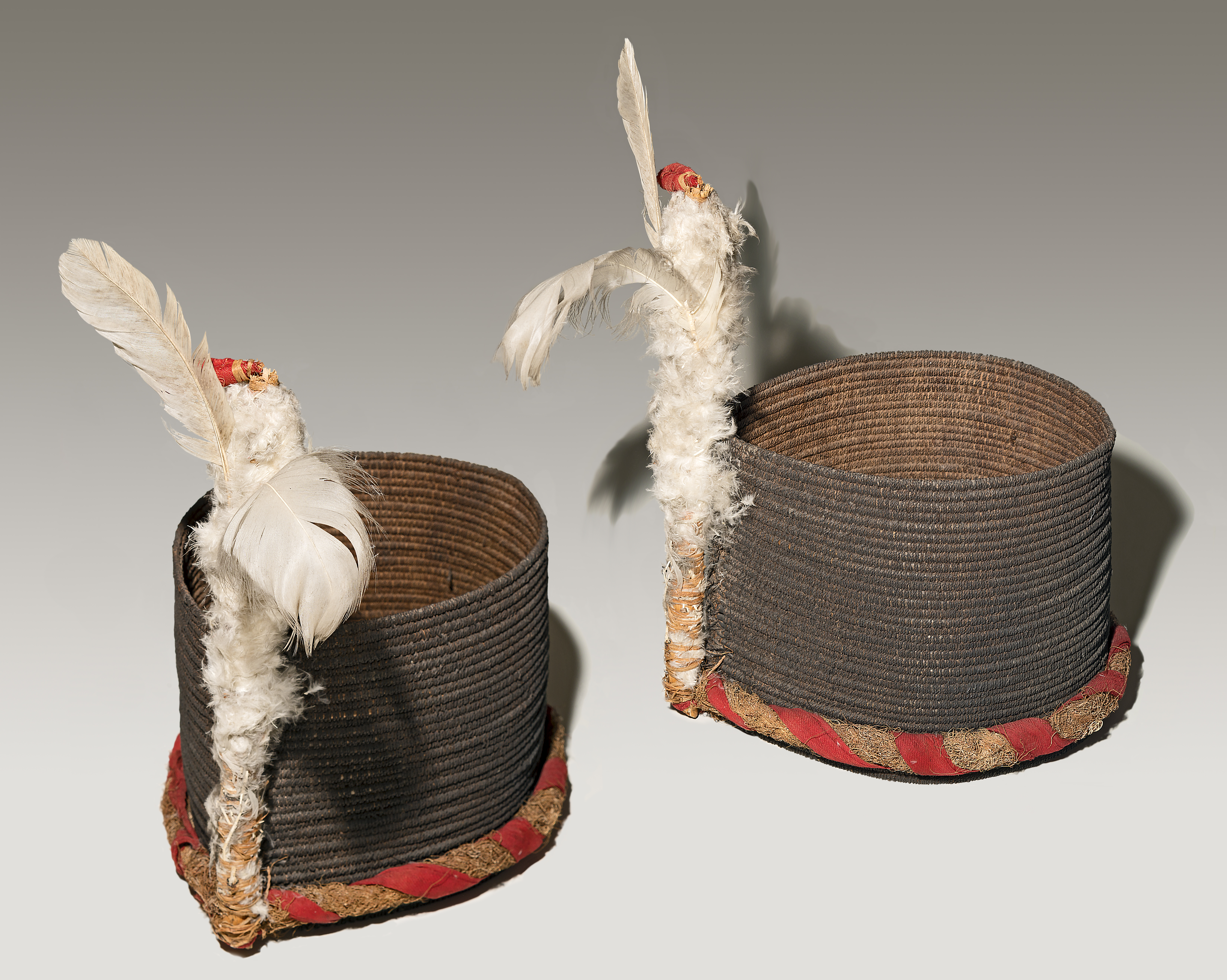

Канека (фр. Kaneka) — новокаледонський музичний стиль, що народився в 1980-х роках. Він побудований на традиційних канацьких ритмах й увібрав у себе також мелодії регі, джазу та блюзу. Пісні виконуються французькою або місцевими мовами з використанням традиційних музичних інструментів, таких як конх (раковина молюска) або обтягнуті шкірою барабани, а також сучасних електрогітар та синтезаторів.
Література Нової Каледонії вийшла з канацької міфології та її легенд, значне число яких тепер записані. Найвідомішою канацькою авторкою є Деве Городе (фр. Déwé Gorodey, Déwé Gorodé, 1949—2022). Її романи та поезії присвячені традиційній культурі меланезійців та сучасним політичним проблемам. Деве Городе була не лише письменницею, а й вчителькою, феміністкою та політиком. Поль Вамо (фр. Paul Wamo) — канацький поет, співак і автор пісень. Народився 1981 р. в племені нанг на острові Ліфу, але виріс на околиці Нумеа. В своїх виступах він сполучає стилі реп, слем і канека, поєднує традиції та сучасність.
Надзвичайно різноманітною є канацька театральна сцена. Місцеві трупи створюють вистави, засновані на традиціях корінного населення, поточних подіях або класиці. П'єр Гоп (фр. Pierre Gope, народився в 1966 році на острові Маре) є найвідомішим канацьким драматургом. Його роботи наповнені гумором та поезією й, разом із тим, висвітлюють серйозні теми, подають критичний погляд на життя свого народу. Фестиваль Пікінікі (фр. Pikiniki), який проходить в середині року по всьому архіпелагу, орієнтований на молодіжну аудиторію. Діє пересувний театр, що мандрує Новою Каледонією, досягаючи навіть найвіддаленіших племен. Він відіграє роль мобільного культурного центру, проводить шоу з музикою й танцями, театром і кіно, які включають також вставки з оповіданнями та поезією.
На міжнародному рівні канацьке мистецтво було продемонстроване під час виставки «Канаки: Мистецтво — це Слово» (англ. Kanak: Art Is a Word, фр. Kanak, l'art est une parole), яка відбулася в Музеї на набережній Бранлі в Парижі з жовтня 2013 по січень 2014 р. Були представлені близько 300 творів мистецтва, документи з фондів великих європейських музеїв і музеїв Нової Каледонії.